# Liste des comtes de Girecourt
La seigneurie de Girecourt est une seigneurie de l'ancien duché de Lorraine situé sur le territoire actuel des Vosges. Elle est centrée sur le village de Girecourt-sur-Durbion, entre Épinal et Bruyères, avec comme principal témoin subsistant de ce passé, le château et ses dépendances.

## La branche Humbert
Elle est principalement représentée par une personnalité qui marqua fortement l'histoire de son domaine : 
- Jean-François Humbert (1663-1754), seigneur de Girecourt et de la Basse-Vosges ;  baron (1722), puis comte de Girecourt (1737), secrétaire d'État, chef du Conseil des Finances du duché sous le duc Léopold Ier, chancelier et régent (1739-1744) de la principauté de Commercy.

Ses descendants sont moins connus :
- Marie-Catherine Humbert de Girecourt, qui épousa Charles de Hourières, comte de Viermes.

- Dieudonné-Gabriel Humbert, comte de Girecourt (Lunéville, 4 décembre 1734 - Nancy 1795), fils du précédent, officier dans le régiment du Roy Infanterie. Lui-même ou un de ses fils fut l'auteur d'un Essai sur l'histoire de la Maison d'Autriche (1778-1786). Il eut un fils prénommé Georges-Gabriel.

- Marguerite-Suzanne Humbert de Girecourt, (née en 1740) fille de Jean-François, comtesse de Bourcier de Villers par son mariage avec le comte Charles-Dieudonné de Bourcier.

- Ses descendants émigrèrent aux États-Unis, vraisemblablement à la suite de la Révolution.

## Sources
- Actes des Journées d'étude vosgiennes de Bruyères (28, 29, 30 octobre 2005)
- Archives municipales de Deycimont